# Fight for My Way
Fight for My Way (hangul: 쌈 마이웨이; rr: Ssam, Maiwei) é uma série de televisão sul-coreana exibida pela KBS2 de 22 de maio a 11 de julho de 2017, estrelada por Park Seo-joon, Kim Ji-won, Ahn Jae-hong e Song Ha-yoon.
A série foi o líder do caça-níqueis durante toda a temporada e ficou no topo do índice de popularidade de TV por três semanas consecutivas. Foi elogiado por seu enredo realista e ótimo desempenho.

## Enredo
A série segue a história sobre os azarões com grandes sonhos e especificações de terceira categoria lutando apenas para sobreviver, e ansiando pelo sucesso da carreira para a qual estão subqualificados. A amizade de longa data florescendo em romance entre dois amigos imaturos Ko Dong-man (Park Seo-joon) e Choi Ae-ra (Kim Ji-won), cuja dinâmica infantil não mudou, apesar de atingir a idade adulta.

## Elenco

### Elenco principal
- Park Seo-joon como Ko Dong-man
  - Jo Yeon-ho como Ko Dong-man (jovem)

Um ex-jogador de taekwondo que costumava ser famoso, mas teve que parar por causa de um passado doloroso, agora é um lutador de artes marciais mistas sem nome. Mais tarde, ele se apaixona por sua amiga de longa data, Choi Ae-ra, enquanto se esforça para ter sucesso em sua carreira e vida amorosa.
- Kim Ji-won como Choi Ae-ra
  - Lee Han-seo como Choi Ae-ra (jovem)

Uma garota forte e atrevida. Ela trabalha como funcionária de uma loja de departamentos no balcão de informações, mas sonha em se tornar uma locutora. Ela não desistiu de seus sonhos, mesmo que não seja elegível e enfrente muita humilhação especificamente por causa de sua rival no amor, Park Hye-ran. Ela continua se esforçando para que seu sonho se torne realidade.
- Ahn Jae-hong como Kim Joo-man

O chamado "cérebro" dos quatro. Ele conseguiu uma posição permanente em uma rede de compras domésticas. Sua lealdade e amor por sua namorada de seis anos será testada.
- Song Ha-yoon como Baek Seol-hee
  - Kim Ha-eun como Baek Seol-hee (jovem)

Uma menina inocente e peculiar do grupo, que está trabalhando serviço ao cliente na rede de compras para casa. Por seis anos, seu universo gira em torno de Joo-man e ela é extremamente apaixonada por ele.

### Elenco de apoio

#### Pessoas relacionadas com Dong-man
- Son Byong-ho como Go Hyung-shik

Pai de Dong-man.
- Kim Ye-ryeong como Park Soon-yang

Mãe de Dong-man.
- Jo Eun-yoo como Go Dong-hee
  - Go Na-hee como Go Dong-hee (jovem)

Irmã mais nova de Dong-man.
- Lee Elijah como Park Hye-ran[6]

Ex-namorada de Dong-man. Um famoso âncora que é divorciado depois de casado com um homem rico, mas ainda tem sorte na fama e na aparência. Ela está tentando voltar com Dong-man depois de jogá-lo.
- Kim Sung-oh como Hwang Jang-ho[7]

Treinador de Dong-man e amigo leal.

#### Pessoas relacionadas com Ae-ra
- Jeon Bae-soo como Choi Cheon-gap

Pai de Ae-ra.
- Jin Hee-kyung como Hwang Bok-hee

A proprietária do Quarteto Fantástico
- Kang Ki-dong como Jang Kyung-goo

Um diretor de produção de radiodifusão e um conhecido de Ae-ra.

#### Pessoas relacionadas com Joo-man
- Pyo Ye-jin como Jang Ye-jin[8]

A nova colega de trabalho de Joo-man na rede de compras domésticas, secretamente uma filha de uma casa rica. Ela vai colocar o amor de Joo-man e Seol-hee um ao outro para o teste.
- Kim Hee-chang como chefe do departamento Choi

O chefe de Joo-man e Ye-jin.

#### Pessoas relacionadas com Seol-hee
- Lee Jung-eun como Geum-bok

Mãe de Seol-hee.
- Kim Hak-sun como Baek Jang-soo

Pai de Seol-hee.

### Outros
- Jin Hee-kyung como Hwang Bok-hee

Uma mulher misteriosa na aldeia onde os personagens principais vivem.
- Kim Gun-woo como Kim Tak-su

Um lutador estrela e maior rival de Dong-man.
- Chae Dong-hyun como Yang Tae-hee

Gerente de Tak-su.
- Yang Ki-won como Choi Won-bo

Treinador do Tak-su.
- Lee Chae-eun
- Gong Sang-ah
- Lee Seo-hwan
- Baek Ji-won
- Kim Jae-cheol
- Jung Bo-ram
- Yoo Min-joo
- Park Ye-jin
- Yoon Yeo-hak
- Cha Sang-mi
- Kim Se-joon
- Park Seung-chan
- Han Geu-rim
- Ji Sung-geun
- Choi Na-moo
- Kim Tae-rang (aparência de voz)
- Yoon Ji-yeon (aparência de voz)

### Aparições especiais
- Kwak Dong-yeon como Kim Moo-ki[10] (Ep. 1)

O ex-namorado de Ae-ra, que a traiu.
- Jin Ji-hee como Jang Bo-ram (Ep. 1 & 7)

Colega de escola de Dong-man.
- Choi Woo-shik como Park Moo-bin[11] (Ep. 1-7)

O colega de escola do segundo grau de Dong-man que cresceu para ser um médico de aparência doce, mas na verdade convencido. Ele se apaixona por Ae-ra e tenta conquistá-la, mas depois é revelado que ele está noivo.
- Jung Soo-young como Young-sook (Ep. 1)

A nova namorada de Moo-ki que é muito mais velha do que eles e dirige um restaurante de sucesso.
- Hwang Bo-ra como Park Chan-sook[12] (Ep. 1 & 2)

A amiga universitária de Ae-ra.
- Kim Dae-hwan
- In Gyo-jin como Kim In-gyo[13]

Colega de Ae-ra.
- Jo Mi-ryung como Lee Ji-sook (Ep. 5)

Cliente VIP da loja de departamentos.
- Z.Hera como Sonya (Ep. 6, 8)

Namorada de Tak-su.
- Shin Yong-moon como locutor de anel (Ep. 8)
- Kwak Si-yang como Kim Nam-il (Ep. 11-16)

O filho de Hwang Bok-hee
- Julien Kang como John Karellas (Ep. 13-14, 16)

Treinador de Dong-man.

## Produção
- O drama é dirigido por Lee Na-jeong (The Innocent Man) e escrito por Im Sang-choon (Becky's Back).
- A primeira leitura do roteiro ocorreu em 24 de março de 2017 no KBS Annex Building em Yeouido, Seul, Coreia do Sul.[14][15]
- Foi confirmado que o elenco e a equipe de Fight For My Way estariam tirando férias de recompensa para a Ilha de Jeju após a conclusão do drama.[16][17][18]

## Trilha sonora

### Parte 1
| N.º            | Título             | Artista        | Duração |  |
| 1.             | "Dumbhead"         | Arie Band      | 03:19   |  |
| 2.             | "Dumbhead" (Inst.) |                | 03:19   |  |
| Duração total: | Duração total:     | Duração total: | 06:38   |  |

### Parte 2
| N.º            | Título                  | Artista        | Duração |  |
| 1.             | "Good Morning" (굿모닝) | Kassy          | 03:07   |  |
| 2.             | "Good Morning" (Inst.)  |                | 03:07   |  |
| Duração total: | Duração total:          | Duração total: | 06:14   |  |

### Parte 3
| N.º            | Título                           | Artistas                      | Duração |  |
| 1.             | "Fight for My Way" (쌈,마이웨이) | HerCheck (Super Kidd) 2morrow | 03:34   |  |
| 2.             | "Fight for My Way" (Inst.)       |                               | 03:34   |  |
| Duração total: | Duração total:                   | Duração total:                | 07:08   |  |

### Parte 4
| N.º            | Título                    | Artistas                                         | Duração |  |
| 1.             | "Ambiguous" (알듯 말듯해) | Seo Eun-kwang, Im Hyun-sik, Yook Sung-jae (BtoB) | 03:45   |  |
| 2.             | "Ambiguous" (Inst.)       |                                                  | 03:45   |  |
| Duração total: | Duração total:            | Duração total:                                   | 07:30   |  |

### Parte 5
| N.º            | Título                                      | Artista        | Duração |  |
| 1.             | "Night Is Gone, Again" (또 밤이 지나버렸네) | Ryu Ji-hyun    | 03:30   |  |
| 2.             | "Night Is Gone, Again" (Inst.)              |                | 03:30   |  |
| Duração total: | Duração total:                              | Duração total: | 07:00   |  |

### Trilha especial
| N.º            | Título             | Artistas       | Duração |  |
| 1.             | "I Miss U"         | Cha Yeol       | 03:23   |  |
| 2.             | "I Miss U" (Inst.) |                | 03:23   |  |
| Duração total: | Duração total:     | Duração total: | 06:46   |  |

## Classificações
Na tabela abaixo, os números azuis representam as audiências mais baixas e os números vermelhos representam as audiências mais elevadas.
| Episódio | Data de transmissão | Audiência média    | Audiência média              | Audiência média | Audiência média              |
| Episódio | Data de transmissão | Classificação TNmS | Classificação TNmS           | AGB Nielsen     | AGB Nielsen                  |
| Episódio | Data de transmissão | Em todo o país     | Região Metropolitana de Seul | Em todo o país  | Região Metropolitana de Seul |
| -------- | ------------------- | ------------------ | ---------------------------- | --------------- | ---------------------------- |
| 1        | 22 de maio de 2017  | 5.6%               | 6.4%                         | 5.4%            | 6.2%                         |
| 2        | 23 de maio de 2017  | 6.4%               | 6.7%                         | 6.0%            | 6.3%                         |
| 3        | 29 de maio de 2017  | 9.1%               | 10.2%                        | 10.7%           | 11.4%                        |
| 4        | 30 de maio de 2017  | 9.0%               | 10.9%                        | 10.0%           | 10.5%                        |
| 5        | 5 de junho de 2017  | 8.3%               | 9.7%                         | 10.6%           | 11.5%                        |
| 6        | 6 de junho de 2017  | 9.4%               | 11.4%                        | 11.4%           | 12.1%                        |
| 7        | 12 de junho de 2017 | 8.7%               | 9.2%                         | 10.9%           | 11.3%                        |
| 8        | 13 de junho de 2017 | 8.7%               | 10.1%                        | 9.8%            | 10.1%                        |
| 9        | 19 de junho de 2017 | 9.9%               | 12.0%                        | 12.1%           | 13.5%                        |
| 10       | 20 de junho de 2017 | 10.3%              | 11.3%                        | 11.2%           | 11.9%                        |
| 11       | 26 de junho de 2017 | 10.5%              | 12.7%                        | 12.0%           | 13.2%                        |
| 12       | 27 de junho de 2017 | 8.5%               | 9.4%                         | 11.9%           | 13.1%                        |
| 13       | 3 de julho de 2017  | 11.2%              | 11.6%                        | 12.6%           | 13.5%                        |
| 14       | 4 de julho de 2017  | 11.4%              | 11.5%                        | 13.0%           | 14.2%                        |
| 15       | 10 de julho de 2017 | 12.0%              | 12.5%                        | 12.9%           | 13.8%                        |
| 16       | 11 de julho de 2017 | 11.4%              | 11.4%                        | 13.8%           | 14.4%                        |
| Média    | Média               | 9.4%               | 10.4%                        | 10.9%           | 11.7%                        |

## Prêmios e indicações
| Ano  | Prêmio                                | Categoria                                     | Trabalho nomeado                                            | Resultado | Ref.   |
| ---- | ------------------------------------- | --------------------------------------------- | ----------------------------------------------------------- | --------- | ------ |
| 2017 | Brand of the Year Awards              | Drama do ano                                  | Fight for My Way                                            | Venceu    | [ 21 ] |
| 2017 | 10th Korea Drama Awards               | Prêmio de excelência, ator                    | Ahn Jae-hong                                                | Indicado  | [ 22 ] |
| 2017 | 10th Korea Drama Awards               | Prêmio de excelência, atriz                   | Song Ha-yoon                                                | Venceu    | [ 22 ] |
| 2017 | 1st The Seoul Awards                  | Melhor drama                                  | Fight for My Way                                            | Indicado  | [ 23 ] |
| 2017 | 1st The Seoul Awards                  | Melhor ator coadjuvante                       | Ahn Jae-hong                                                | Indicado  | [ 23 ] |
| 2017 | 1st The Seoul Awards                  | Melhor atriz coadjuvante                      | Song Ha-yoon                                                | Indicado  | [ 23 ] |
| 2017 | 2nd Asia Artist Awards                | Prêmio fabuloso                               | Park Seo-joon                                               | Venceu    |        |
| 2017 | 2nd Asia Artist Awards                | Prêmio de melhor estrela                      | Park Seo-joon                                               | Venceu    |        |
| 2017 | 9th Melon Music Awards                | Melhor trilha sonora                          | Kassy (Good Morning)                                        | Indicado  |        |
| 2017 | 31st KBS Drama Awards                 | Prêmio de excelência superior, ator           | Park Seo-joon                                               | Indicado  |        |
| 2017 | 31st KBS Drama Awards                 | Prêmio de excelência superior, atriz          | Kim Ji Won                                                  | Indicado  |        |
| 2017 | 31st KBS Drama Awards                 | Prêmio de excelência, ator em uma minissérie  | Park Seo-joon                                               | Venceu    |        |
| 2017 | 31st KBS Drama Awards                 | Prêmio de excelência, atriz em uma minissérie | Kim Ji Won                                                  | Venceu    |        |
| 2017 | 31st KBS Drama Awards                 | Melhor ator coadjuvante                       | Kim Sung-oh                                                 | Venceu    |        |
| 2017 | 31st KBS Drama Awards                 | Melhor atriz coadjuvante                      | Song Ha-yoon                                                | Indicado  |        |
| 2017 | 31st KBS Drama Awards                 | Melhor novo ator                              | Ahn Jae-hong                                                | Venceu    |        |
| 2017 | 31st KBS Drama Awards                 | Melhor nova atriz                             | Pyo Ye-jin                                                  | Indicado  |        |
| 2017 | 31st KBS Drama Awards                 | Prêmio Netizen - Masculino                    | Park Seo-joon                                               | Venceu    |        |
| 2017 | 31st KBS Drama Awards                 | Prêmio Netizen - Feminino                     | Kim Ji Won                                                  | Venceu    |        |
| 2017 | 31st KBS Drama Awards                 | Melhor casal                                  | Park Seo-joon e Kim Ji Won                                  | Venceu    |        |
| 2017 | 31st KBS Drama Awards                 | Melhor casal                                  | Ahn Jae-hong e Song Ha-yoon                                 | Indicado  |        |
| 2017 | 31st KBS Drama Awards                 | Melhor jovem ator                             | Jo Yeon-ho                                                  | Indicado  |        |
| 2017 | 31st KBS Drama Awards                 | Melhor jovem atriz                            | Lee Han-seo                                                 | Indicado  |        |
| 2017 | 31st KBS Drama Awards                 | Melhor trilha sonora                          | Seo Eunkwang, Im Hyun-sik, Yook Sung-jae (BTOB) (Ambiguous) | Venceu    |        |
| 2018 | 30th Korea Producer Awards            | Melhor drama                                  | Fight for My Way                                            | Venceu    | [ 24 ] |
| 2018 | 54th Baeksang Arts Awards             | Melhor drama                                  | Fight for My Way                                            | Indicado  | [ 25 ] |
| 2018 | 54th Baeksang Arts Awards             | Melhor roteiro                                | Im Sang-choon                                               | Indicado  | [ 25 ] |
| 2018 | 54th Baeksang Arts Awards             | Melhor ator                                   | Park Seo-joon                                               | Indicado  | [ 25 ] |
| 2018 | 54th Baeksang Arts Awards             | Melhor ator coadjuvante                       | Ahn Jae-hong                                                | Indicado  | [ 25 ] |
| 2018 | 54th Baeksang Arts Awards             | Melhor atriz coadjuvante                      | Song Ha-yoon                                                | Indicado  | [ 25 ] |
| 2018 | KBS World Global Fan Awards           | Melhor casal                                  | Park Seo-joon e Kim Ji-won                                  | Venceu    | [ 26 ] |
| 2018 | 13th Seoul International Drama Awards | Prêmio de excelência por drama coreano        | Fight for My Way                                            | Venceu    | [ 27 ] |
| 2018 | 13th Seoul International Drama Awards | Melhor ator coreano                           | Park Seo-joon                                               | Venceu    | [ 27 ] |

## Transmissão internacional
- Filipinas - Os episódios do drama foram exibidos na KBS World TV várias horas após a transmissão original sul-coreana com legendas em inglês e estão disponíveis para transmissão em Viu Philippines e iflix. A série exibida na GMA Network de 19 de fevereiro a 10 de abril de 2018, foi dublada em filipino.
- Japão - WOWOW (janeiro de 2018)
- Malásia - KBS World TV (maio de 2017 a julho de 2017), 8TV (15 de novembro de 2017 a janeiro de 2018)
- Singapura - KBS World TV (maio de 2017 a julho de 2017), Mediacorp Channel U (8 de março de 2018 - abril de 2018)
- Indonésia - KBS World TV (23 de maio de 2017 a 12 de julho de 2017), antv (próximo)
- Sri Lanka - iflix com legendas em cingalês e inglês.
- Rússia - Dorama (janeiro a fevereiro de 2019), dublada em russo.
- Peru - Willax (maio de 2019), dublada em espahnol.